# Адама Діоманде
Адама Діоманде (норв. Adama Diomandé, нар. 14 лютого 1990, Осло) — норвезький футболіст, нападник англійського клубу «Галл Сіті».
Виступав, зокрема, за клуби «Люн», «Годд» та «Стремсгодсет», а також національну збірну Норвегії.
Чемпіон Норвегії.

## Клубна кар'єра
Народився 14 лютого 1990 року в місті Осло. Вихованець юнацьких команд футбольних клубів «Волеренга» та «Люн».
У дорослому футболі дебютував 2008 року виступами за команду клубу «Люн», в якій провів один сезон, взявши участь лише у 3 матчах чемпіонату.
Протягом 2010 року захищав кольори команди клубів «Скейд» та «Годд», за останню команду відіграв до 2011 року.
2012 року уклав контракт з клубом «Стремсгодсет», у складі якого провів наступний рік своєї кар'єри гравця та став чемпіоном Норвегії. Більшість часу, проведеного у складі «Стремсгодсета», був основним гравцем атакувальної ланки команди.
Згодом з 2014 по 2015 рік грав у складі команд клубів білоруського «Динамо» (Мінськ) та «Стабек».
До складу англійського клубу «Галл Сіті» приєднався 2015 року. Відтоді встиг відіграти за клуб з Галла 18 матчів у національному чемпіонаті.

## Виступи за збірні
2013 року залучався до складу молодіжної збірної Норвегії. На молодіжному рівні зіграв в одному офіційному матчі.
2015 року дебютував в офіційних матчах у складі національної збірної Норвегії. Наразі провів у формі головної команди країни 9 матчів, забивши 1 гол.
| Дата       | Місто    | Господарі   | Результат | Гості       | Турнір            | Голи | Примітки |
| ---------- | -------- | ----------- | --------- | ----------- | ----------------- | ---- | -------- |
| 12-6-2015  | Осло     | Норвегія    | 0 – 0     | Азербайджан | Відбір до ЧЄ 2016 | -    |          |
| 24-3-2016  | Таллінн  | Естонія     | 0 – 0     | Норвегія    | товариський матч  | -    |          |
| 29-3-2016  | Осло     | Норвегія    | 2 – 0     | Фінляндія   | товариський матч  | -    |          |
| 1-6-2016   | Осло     | Норвегія    | 3 – 2     | Ісландія    | товариський матч  | -    |          |
| 5-6-2016   | Брюссель | Бельгія     | 3 – 2     | Норвегія    | товариський матч  | -    |          |
| 31-8-2016  | Осло     | Норвегія    | 0 – 1     | Білорусь    | товариський матч  | -    |          |
| 4-9-2016   | Осло     | Норвегія    | 0 – 3     | Німеччина   | Відбір до ЧС 2018 | -    |          |
| 8-10-2016  | Баку     | Азербайджан | 1 – 0     | Норвегія    | Відбір до ЧС 2018 | -    |          |
| 11-10-2016 | Осло     | Норвегія    | 4 – 1     | Сан-Марино  | Відбір до ЧС 2018 | 1    |          |
| Усього     |          | Матчів      | 9         |             | Голів             | 1    |          |

## Титули і досягнення
- Чемпіон Норвегії (1):

«Стремсгодсет»: 2013